# Jean Gabilou
 (décembre 2015).
Si vous disposez d'ouvrages ou d'articles de référence ou si vous connaissez des sites web de qualité traitant du thème abordé ici, merci de compléter l'article en donnant les références utiles à sa vérifiabilité et en les liant à la section « Notes et références ».
Jean ou John Gabilou, de son vrai nom Gabriel Lewis Laughlin, né à Papeete le 28 février 1944, est un chanteur français, originaire de Tahiti. Il a représenté la France au 26e Concours Eurovision de la chanson 1981.

## Carrière
Issu d’une famille de dix enfants, il grandit à Papeete jusqu’à l’âge de 13 ans avant de s’installer à Faaa en compagnie de sa famille. Son père, agriculteur, puis agent de police, était originaire de Tubuai, tandis que sa mère était de Makatea où la famille possédait 200 hectares de terres qui furent exploités pour le phosphate, ce qui permit à la famille d’acheter des terrains à Tahiti, dans le quartier de Heiri à Faaa.
En 1963, Robert Raoul, un ami, lui demande de chanter une mélodie à l’hôtel Matavai. Il interprète alors deux valses et la chanson de gospel When the Saints Go Marching In en version rock.
Le soir même, il obtient son premier contrat à 60 CFP de l’heure et décide de vraiment se lancer dans la chanson. C’est alors le début d’une longue carrière.
Il se produit pendant deux ans avec les frères Vernaudon. Ensuite, il chante dans un club nommé le Pitate avec les deux frères Hars pendant deux ans. Un guitariste nommé Petiot vient alors le solliciter pour qu’il intègre le groupe nommé les Barefoot Boys qu’il rejoint à l’âge de 23 ans. On lui propose de ensuite chanter au Bar Léa. Il y chante de 1966 à 1968 puis se sépare des Barefoot Boys.
Il crée son orchestre nommé les « Banjo Boys », un groupe formé avec ses amis Kitty Salmon, Jacky Bougues, Marius Charles et Michel Garcia.
La chanson « Petite île sacrée » sort en 1968 et le disque se vend à 54 000 exemplaires. En 1969, il effectue son premier voyage en Nouvelle-Calédonie.
En 1971, il chante à l’hôtel Tahara’a et se fait remarquer par Paulette Vienot.
L’année suivante, elle l’envoie aux États-Unis pour rencontrer des managers. La même année, il part pour l'Angleterre et Paris. Il signe un contrat à Paris avec Eddie Barclay, pour le titre Moi les filles, je les aime. Cette chanson ne rencontre pas le succès escompté.
En 1979, il part pour les États-Unis.
En 1981, il est contacté pour représenter la France au Concours Eurovision de la chanson qui a lieu à Dublin en avril, encouragé par Jean-Paul Cara et participe au Concours de la chanson française pour l'Eurovision diffusé sur TF1. Le 1er mars 1981, lors de la deuxième demi-finale de la sélection française studios des Buttes-Chaumont à Paris, il se qualifie pour la finale du 8 mars, avec Frida Boccara (gagnante pour la France du Concours Eurovision de la chanson 1969), et Jeff Barnel. Le 8 mars 1981, lors de la finale aux Buttes-Chaumont, présentée par Fabienne Égal, il réinterprète Humanahum, une chanson écrite entièrement en français par Joe Gracy et composée par Jean-Paul Cara, les auteurs-compositeurs de la chanson L'Oiseau et l'Enfant, gagnante du Concours Eurovision de la chanson 1977 remporté par Marie Myriam pour la France. À la suite du choix d'un panel du public appelé par téléphone, Gabilou est sélectionné pour représenter la France au Concours Eurovision, devant cinq concurrents.
Lors de la semaine des répétitions alors que John Gabilou est à Dublin, son épouse meurt à Tahiti. Il participe malgré tout au concours. Le 4 avril 1981, sur la scène de l'Eurovision, il interprète la chanson Humanahum malgré une grippe, sous la direction de David Sprinfield. Il décroche la troisième place sur vingt pays au classement final, avec 125 points (un des scores les plus élevés pour la France).
En 1983, il fête ses vingt ans de carrière à Papeete, puis, en 1985, se marie avec Moeata. Il parcourt toute la zone Pacifique avec elle et se produit au Japon, en Australie, en Nouvelle-Zélande.
En 1993, il revient sur scène avec Hei no Tamatoa.
En 1995, une terrible rupture intervient dans sa vie de chanteur. À la suite d'une manipulation par un ostéopathe, Gabilou perd momentanément sa voix. Heureusement, tout finit par s'arranger et, dès l’année suivante, il sort l’album Rohipehe.
En 2000, un autre tournant arrive dans sa vie d’artiste : il décide de produire lui-même ses chansons en collaboration avec le chanteur Andy Tupaia. Son ami Marotea Mariassouce l’aide à produire un album dans lequel il enregistre la chanson « Fakateretere » qui fait un tabac. L’album se vend à 20 000 exemplaires.
Gabilou continue à se produire sur scène. En 2001 et 2002, il a été invité à Rarotonga, aux îles Cook, pour chanter devant 3 500 personnes.
En 2003, il se produit aux Oscars de la musique polynésienne.

## Discographie
- 1972 : Aue! Tahiti E... (Gabilou & Yves Roche)
- 1976 : Noera A Tahiti
- 1978 : Adieu belle Calédonie
- 1989 : Hianau
- 1990 : Nohoarii
- 1992 : La Dépêche + Hei No Tamatoa
- 1994 : Mama Ella
- 1996 : Na’oe Vairea
- 1997 : Rohipehe
- 1999 : Barefoot, en souvenir de Joe Garbutt
- 2001 : Fakateretere
- 2003 : Poerava
- 2004 : Keanu
- 2008 : Fafaru

## Documentaire
Humanahum, l'histoire de John Gabilou écrit et réalisé par Philippe Sintes (2015).